# Danny Noppert
Danny Noppert (* 31. Dezember 1990 in Joure) ist ein niederländischer Dartspieler. Sein Spitzname „The Freeze“ ist ein Wortspiel und symbolisiert sowohl seine Heimat Friesland, als auch seine Nervenstärke.

## Karriere
Noppert begann seine Karriere 2012 bei der BDO. In seinen ersten zwei Jahren qualifizierte er sich für das World Masters 2013, bei dem er das Viertelfinale erreichte. Er nahm am Finder Darts Masters 2013 teil und schied in der Gruppenphase aus.
Beim Zuiderduin Masters 2015 kam Noppert bis ins Halbfinale, unterlag Martin Adams. Anfang 2016 fanden die Scottish Open statt, bei denen Noppert als Sieger hervorging. Zum Ende des Jahres belegte er Rang 3 der BDO Weltrangliste. Von der PDC erhielt er eine Einladung für den Grand Slam of Darts 2016. Noppert kam bis ins Achtelfinale, unterlag jedoch dem zweimaligen Weltmeister und damaligen Platz 2 der PDC Gary Anderson. Bei der BDO-Weltmeisterschaft 2017 nahm Noppert erstmals an einer Weltmeisterschaft teil und erreichte direkt das Finale, das jedoch gegen Glen Durrant verloren ging.
Nachdem er ein weiteres Mal bei der BDO-Weltmeisterschaft teilgenommen, aber dieses Mal gegen Mark McGeeney im Achtelfinale verloren hatte, konnte er sich 2018 im Rahmen der Qualifying School eine Tour Card bei der PDC erspielen. Er qualifizierte sich auch direkt für die UK Open 2018, verlor dort jedoch zum Auftakt. Auch beim World Grand Prix konnte er debütieren und verlor sein Spiel gegen Gerwyn Price in Runde 1. Einige Tage zuvor gelang ihm sein erster Sieg bei einem PDC-Turnier. Bei den Players Championship Finals 2018 gelang ihm dann erstmals der Einzug in ein Halbfinale bei einem Major-Turnier der PDC. Gegen Daryl Gurney verlor er aber deutlich.
Bei seiner ersten PDC-Weltmeisterschaft 2019 war Noppert Max Hopp unterlegen. Am 23. Februar 2019 spielte er beim Players Championship 5 gegen Gabriel Clemens einen Neun-Darter. Bei seinem Debüt beim World Matchplay 2019 musste er sich zum Auftakt Gary Anderson geschlagen geben. Bei den World Series of Darts Finals 2019 gelang Noppert dann mit dem Finaleinzug eine Überraschung. Im Finale war Michael van Gerwen jedoch überlegen. Durch diese Leistung qualifizierte er sich auch erstmals als PDC-Spieler für den Grand Slam of Darts. Die Gruppenphase konnte er hierbei jedoch nicht überstehen.
Bei der PDC World Darts Championship 2020 unterlag Noppert in Runde 3 Kim Huybrechts. Beim World Matchplay 2020 konnte er überraschend Gerwyn Price bezwingen, enttäuschte dann aber im Achtelfinale. Später vertrat er sein Heimatland erstmals beim World Cup of Darts. Zusammen mit Michael van Gerwen war im Viertelfinale gegen die deutschen Vertreter Gabriel Clemens und Max Hopp Schluss. Bei der PDC World Darts Championship 2021 verabschiedete sich Noppert nach zwei schwachen Leistungen und einer Niederlage gegen Dave Chisnall früh. Erneut gelang ihm dann am 6. Juli 2021 beim Players Championship 18 gegen Martin Atkins ein Neun-Darter, der wiederum in diesem Match ebenfalls einen Neun-Darter spielte. Beim World Matchplay 2021 war Peter Wright bei seiner Auftaktpartie zu stark. Beim World Grand Prix gelang es ihm trotz einer Streitigkeit zwischen den Spielern Michael van Gerwen zum Auftakt zu bezwingen. Dieser verweigerte ihm daraufhin den sonst üblichen Handschlag. Erst im Halbfinale konnte Noppert dann durch Jonny Clayton gestoppt werden.
Bei der PDC World Darts Championship 2022 war wiederum in Runde 3 gegen Ryan Searle Endstation. Am 6. März 2022 setzte er sich im Finale der UK Open mit 11:10 gegen Michael Smith durch und sicherte sich mit diesem Sieg seinen ersten Major-Erfolg. Zur gleichen Zeit erreichte er mit Rang 12 auch seine bis dahin höchste Platzierung in der PDC Order of Merit. Am 20. März 2022 spielte er beim Players Championship 6 gegen Ricky Evans erneut einen Neun-Darter. Nachdem er sich beim World Cup of Darts 2022 zusammen mit Dirk van Duijvenbode dem walisischen Team geschlagen geben musste, zeigte er beim World Matchplay 2022 ansprechende Leistungen und verlor erst im Halbfinale gegen Gerwyn Price. Somit verbesserte er sich noch einmal auf Platz 10 in der Weltrangliste. Beim World Grand Prix 2022 bezwang Noppert zunächst Gabriel Clemens. Anschließend verlor er gegen Nathan Aspinall trotz zwischenzeitlicher 2:0-Führung noch mit 2:3 in den Sätzen. Beim Grand Slam of Darts 2022 konnte Noppert seine Gruppe gewinnen, musste sich dann aber Gerwyn Price geschlagen geben.
Bei der PDC-Weltmeisterschaft 2023 war er an Nummer neun gesetzt, konnte jedoch zum vierten Mal in Folge die dritte Runde nicht überstehen. Dieses Mal verlor er gegen Alan Soutar. Erstmals war er beim Masters mit dabei. Im Viertelfinale verlor er hierbei gegen Michael Smith. Für die Premier League Darts 2023 wurde Noppert trotz des guten Vorjahres nicht nominiert, er erhielt aber drei Einladungen zu Turnieren der World Series of Darts 2023 (Polen, Neuseeland und Australien). Durch konstante Leistungen konnte er sich in der Weltrangliste weiter – bis auf Platz 7 – vorspielen. Bei den Players Championship Finals 2023 war er aufgrund der Geburt seines zweiten Kindes nicht dabei.
Auch 2024 konnte Noppert bei der Weltmeisterschaft keine Erfolge feiern. Trotz ordentlicher Leistung verlor er mit 0:3 gegen den späteren Halbfinalisten Scott Williams. Dadurch, dass er bei den UK Open 2024 das Preisgeld seines Sieges zwei Jahre zuvor nicht verteidigen konnte - er unterlag Martin Lukeman mit 9:10 -, rutschte er in der Rangliste auf Platz 14 ab.

## Privates
Noppert ist mit Mandy Smits liiert. Zusammen mit ihr hat er einen Sohn namens Jent (* 7. Februar 2022). Ende 2023 folgte dann ein zweites gemeinsames Kind.

## Weltmeisterschaftsresultate

### BDO
- 2017: Finale (3:7-Niederlage gegen  Glen Durrant)
- 2018: Achtelfinale (1:4-Niederlage gegen  Mark McGeeney)

### PDC
- 2019: 2. Runde (0:3-Niederlage gegen  Max Hopp)
- 2020: 3. Runde (2:4-Niederlage gegen  Kim Huybrechts)
- 2021: 3. Runde (2:4-Niederlage gegen  Dave Chisnall)
- 2022: 3. Runde (2:4-Niederlage gegen  Ryan Searle)
- 2023: 3. Runde (2:4-Niederlage gegen  Alan Soutar)
- 2024: 2. Runde (0:3-Niederlage gegen  Scott Williams)
- 2025: 2. Runde (1:3-Niederlage gegen  Ryan Joyce)

## Turnierergebnisse
| Turnier                                    | 2013                       | 2014                       | 2015                       | 2016                       | 2017                       | 2018                           | 2019                           | 2020                           | 2021                           | 2022                           | 2023                           | 2024                           | 2025                           |
| ------------------------------------------ | -------------------------- | -------------------------- | -------------------------- | -------------------------- | -------------------------- | ------------------------------ | ------------------------------ | ------------------------------ | ------------------------------ | ------------------------------ | ------------------------------ | ------------------------------ | ------------------------------ |
| BDO-Major-Turniere                         |                            |                            |                            |                            |                            |                                |                                |                                |                                |                                |                                |                                |                                |
| Weltmeisterschaft                          | nicht qualifiziert         | nicht qualifiziert         | nicht qualifiziert         | nicht qualifiziert         | F                          | AF                             | n/t                            | n/t                            | Verband insolvent              | Verband insolvent              | Verband insolvent              | Verband insolvent              | Verband insolvent              |
| World Trophy                               | n/a                        | n/q                        | n/q                        | VF                         | R1                         | n/t                            | n/t                            | n/a                            | Verband insolvent              | Verband insolvent              | Verband insolvent              | Verband insolvent              | Verband insolvent              |
| World Masters                              | VF                         | R2                         | AF                         | R5                         | n/t                        | n/t                            | n/t                            | n/a                            | Verband insolvent              | Verband insolvent              | Verband insolvent              | Verband insolvent              | Verband insolvent              |
| WDF-Platin-/Major-Turniere                 |                            |                            |                            |                            |                            |                                |                                |                                |                                |                                |                                |                                |                                |
| WDF World Cup Einzel                       | n/t                        | n/a                        | R1                         | n/a                        | n/t                        | n/a                            | n/t                            | nicht ausgetragen              | nicht ausgetragen              | nicht ausgetragen              | n/t                            | n/a                            | n/t                            |
| WDF Europe Cup Einzel                      | n/a                        | R3                         | n/t                        | n/a                        | n/t                        | n/a                            | n/t                            | n/a                            | n/t                            | n/a                            | n/t                            | n/a                            | n/t                            |
| Finder Masters                             | GP                         | n/q                        | HF                         | GP                         | S                          | n/t                            | nicht ausgetragen              | nicht ausgetragen              | nicht ausgetragen              | nicht ausgetragen              | nicht ausgetragen              | nicht ausgetragen              | nicht ausgetragen              |
| PDC-Ranking-Turniere                       |                            |                            |                            |                            |                            |                                |                                |                                |                                |                                |                                |                                |                                |
| Weltmeisterschaft                          | nicht teilgenommen         | nicht teilgenommen         | nicht teilgenommen         | nicht teilgenommen         | nicht teilgenommen         | nicht teilgenommen             | R2                             | R3                             | R3                             | R3                             | R3                             | R2                             | R2                             |
| World Masters                              | nicht ausgetragen          | nicht ausgetragen          | nicht ausgetragen          | nicht ausgetragen          | nicht ausgetragen          | nicht ausgetragen              | nicht ausgetragen              | nicht ausgetragen              | nicht ausgetragen              | nicht ausgetragen              | nicht ausgetragen              | nicht ausgetragen              | HF                             |
| UK Open                                    | nicht teilgenommen         | nicht teilgenommen         | nicht teilgenommen         | nicht teilgenommen         | nicht teilgenommen         | R2                             | R3                             | R4                             | R5                             | S                              | R5                             | R5                             | R5                             |
| World Matchplay                            | nicht teilgenommen         | nicht teilgenommen         | nicht teilgenommen         | nicht teilgenommen         | nicht teilgenommen         | n/q                            | R1                             | AF                             | R1                             | HF                             | AF                             | R1                             | AF                             |
| World Grand Prix                           | nicht teilgenommen         | nicht teilgenommen         | nicht teilgenommen         | nicht teilgenommen         | nicht teilgenommen         | R1                             | AF                             | AF                             | HF                             | AF                             | R1                             | R1                             |                                |
| European Championship                      | nicht teilgenommen         | nicht teilgenommen         | nicht teilgenommen         | nicht teilgenommen         | nicht teilgenommen         | R1                             | n/q                            | R1                             | VF                             | VF                             | HF                             | HF                             |                                |
| Grand Slam                                 | nicht qualifiziert         | nicht qualifiziert         | nicht qualifiziert         | AF                         | GP                         | n/q                            | GP                             | n/q                            | n/q                            | AF                             | AF                             | AF                             |                                |
| Players Championship Finals                | nicht teilgenommen         | nicht teilgenommen         | nicht teilgenommen         | nicht teilgenommen         | nicht teilgenommen         | HF                             | R2                             | R2                             | AF                             | VF                             | n/q                            | AF                             |                                |
| PDC-Turniere ohne Einfluss auf das Ranking |                            |                            |                            |                            |                            |                                |                                |                                |                                |                                |                                |                                |                                |
| The Masters                                | nicht qualifiziert         | nicht qualifiziert         | nicht qualifiziert         | nicht qualifiziert         | nicht qualifiziert         | nicht qualifiziert             | nicht qualifiziert             | nicht qualifiziert             | nicht qualifiziert             | nicht qualifiziert             | VF                             | AF                             | n/a                            |
| World Cup of Darts                         | nicht qualifiziert         | nicht qualifiziert         | nicht qualifiziert         | nicht qualifiziert         | nicht qualifiziert         | nicht qualifiziert             | nicht qualifiziert             | VF                             | n/q                            | HF                             | AF                             | AF                             | HF                             |
| World Series Finals                        | n/a                        | n/a                        | nicht qualifiziert         | nicht qualifiziert         | nicht qualifiziert         | nicht qualifiziert             | F                              | n/q                            | R1                             | AF                             | AF                             | AF                             |                                |
| Karrierestatistiken                        |                            |                            |                            |                            |                            |                                |                                |                                |                                |                                |                                |                                |                                |
| Platzierung am Jahresende                  | unbekannt                  | unbekannt                  | 40                         | 3                          | ?                          | 47                             | 31                             | 25                             | 18                             | 9                              | 7                              | 13                             |                                |
| Verband                                    | British Darts Organisation | British Darts Organisation | British Darts Organisation | British Darts Organisation | British Darts Organisation | Professional Darts Corporation | Professional Darts Corporation | Professional Darts Corporation | Professional Darts Corporation | Professional Darts Corporation | Professional Darts Corporation | Professional Darts Corporation | Professional Darts Corporation |

| Legende zu den Turnierergebnissen | Legende zu den Turnierergebnissen                       | Legende zu den Turnierergebnissen | Legende zu den Turnierergebnissen           | Legende zu den Turnierergebnissen | Legende zu den Turnierergebnissen |
| --------------------------------- | ------------------------------------------------------- | --------------------------------- | ------------------------------------------- | --------------------------------- | --------------------------------- |
| n/t n/q n/a                       | nicht teilgenommen nicht qualifiziert nicht ausgetragen | R1                                | Aus in jeweiliger Runde (GP = Gruppenphase) | VF                                | Aus im Viertelfinale              |
| HF                                | Aus im Halbfinale                                       | F                                 | Finale verloren                             | S                                 | Turniersieger                     |

## Titel

### BDO
- Majors
  - Finder Darts Masters: (1) 2017
- Weitere
  - 2016: Scottish Open, Masters of Waregem, German Open

### PDC
- Majors
  - UK Open: (1) 2022
- Pro Tour
  - Players Championships
    - Players Championships 2018: 20
    - Players Championships 2022: 19
    - Players Championships 2023: 2, 22
    - Players Championships 2024: 8

### Andere
- 2016: Den Haag Open